# جنتلمن (فیلم ۲۰۱۶)
جنتلمن (انگلیسی: Gentleman) یک فیلم در ژانر معمایی به کارگردانی موهانا کریشنا ایندراگانتی به زبان تلوگو است که در سال ۲۰۱۶ منتشر شد. از بازیگران آن می‌توان به نانی و نیویتا توماس اشاره کرد.